# پی‌زدیو

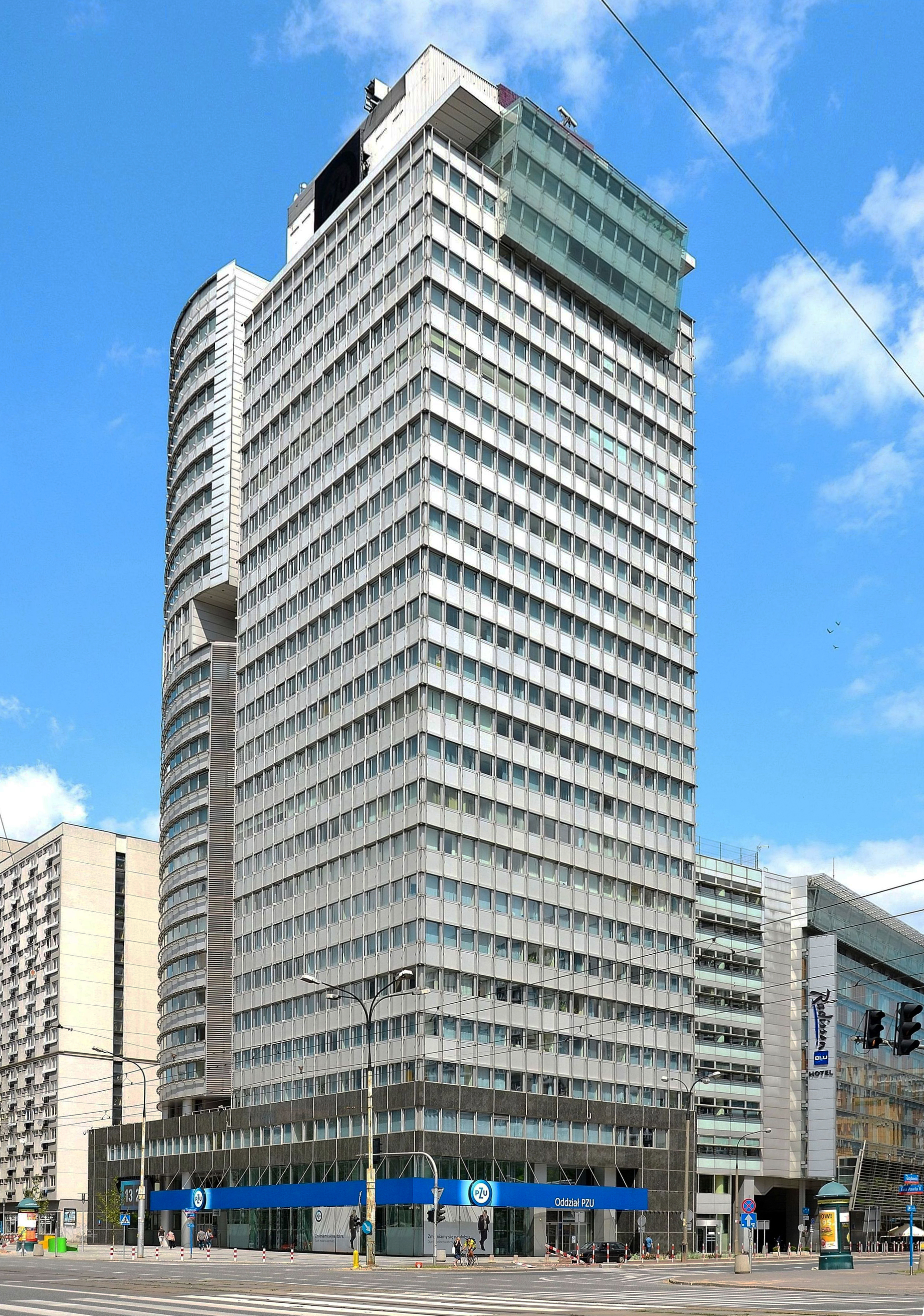
دفتر مرکزی پی‌زدیو، در برج پی‌زدیو، ورشو - ۲۰۱۲

پی‌زدیو (به انگلیسی: PZU) بزرگترین شرکت خدمات بیمه لهستانی است، که به‌عنوان یکی از بزرگترین شرکت‌های خدمات مالی لهستان شناخته می‌شود.
این شرکت یکی از بزرگترین شرکت‌های بیمه در اروپای مرکزی و اروپای شرقی می‌باشد. شرکت بیمه پی‌زدیو در سال ۱۸۰۳ تأسیس شد و در حال حاضر دفتر مرکزی آن در شهر ورشو قرار دارد.